# 能登川駅

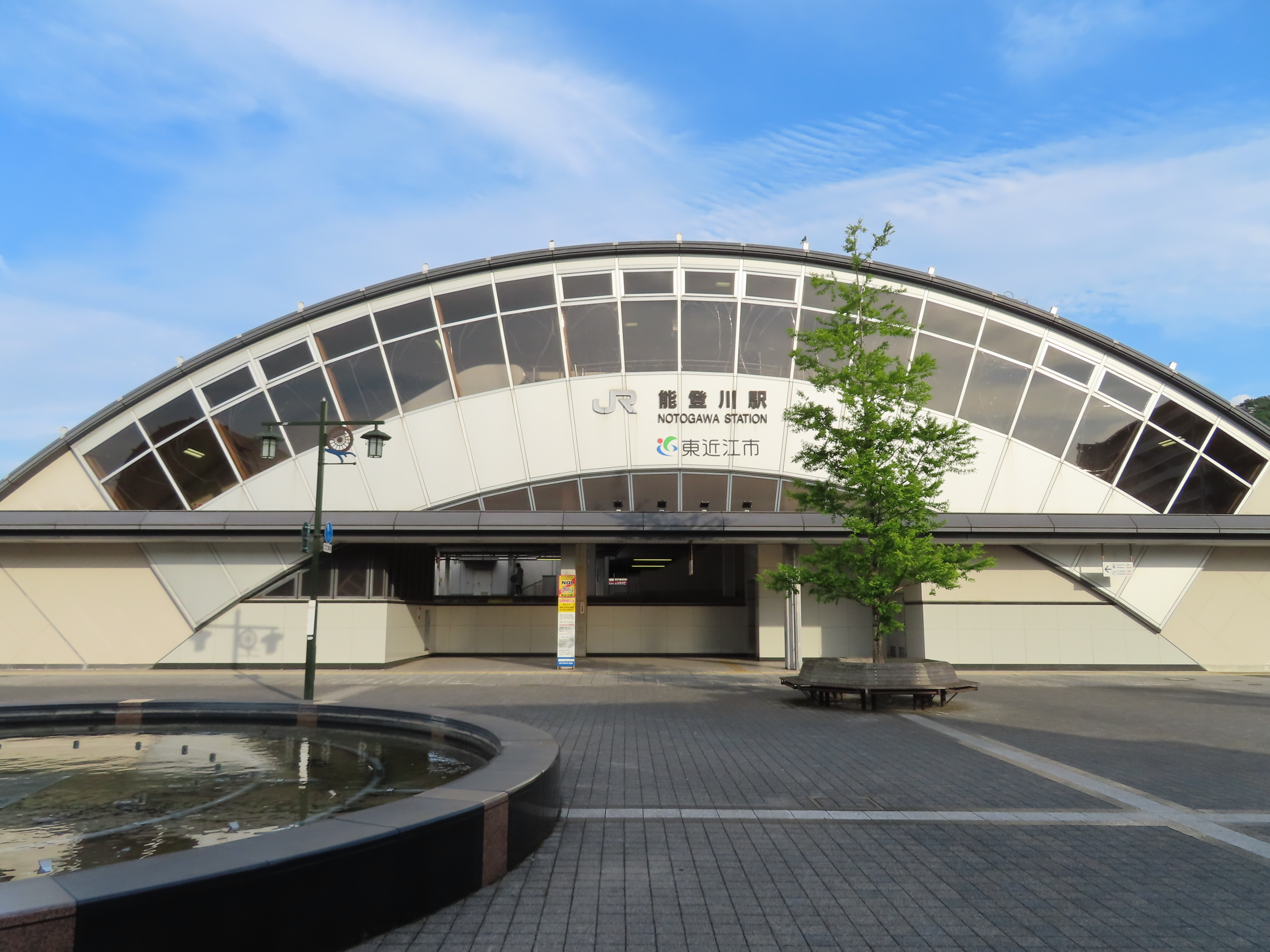
能登川駅西口（2023年6月）

能登川駅（のとがわえき）は、滋賀県東近江市林町にある、西日本旅客鉄道（JR西日本）東海道本線の駅である。駅番号はJR-A17。「琵琶湖線」の愛称区間に含まれている。
2006年（平成18年）1月1日に神崎郡能登川町が編入合併で東近江市となり、東近江市内で唯一のJRの駅となった。私鉄も含む東近江市内の全14駅中で最も乗車人員が多い。

## 歴史

### 年表
- 1889年（明治22年）7月1日：官設鉄道の駅として分岐点（後の深谷） - 馬場駅（現在の膳所駅）間延伸と同時に開業[3]。延伸開業区間で最も古い6駅（長岡、米原、彦根、能登川、八幡、草津）の一つ。
- 1895年（明治28年）4月1日：線路名称制定が行われ、東海道線（1909年より東海道本線）の所属となる。
- 1935年（昭和10年）：旧駅舎完成。
- 1946年（昭和21年）：跨線橋取り換え。
- 1972年（昭和47年）3月15日：貨物の取り扱いを廃止[6]。
- 1985年（昭和60年）3月14日：荷物扱い廃止[6]。
- 1986年（昭和61年）11月1日：新快速の通過運転区間が彦根駅まで延長。途中停車駅は、近江八幡駅、能登川駅の2駅のみで、現在に至る。
- 1987年（昭和62年）4月1日：国鉄分割民営化により、西日本旅客鉄道（JR西日本）の駅となる[6]。
- 1988年（昭和63年）3月13日：路線愛称の制定により、「琵琶湖線」の愛称を使用開始。
- 1998年（平成10年）4月7日：自動改札機を設置し、供用開始[7]。
- 2002年（平成14年）3月3日：新駅舎建設に伴い仮駅舎の使用開始。
- 2003年（平成15年）
  - 3月1日：西口の土地区画整理事業が完成[8]。
  - 3月15日：橋上駅舎の使用が開始される[9][1]。エレベーター、エスカレーター、多目的トイレ使用開始。
  - 3月27日：西口広場が完成[10]。
  - 11月1日：ICカード「ICOCA」の利用が可能となる[11]。
- 2006年（平成18年）10月1日：JR京都・神戸線運行管理システム導入。
- 2007年（平成19年）3月18日：駅自動放送を更新。
- 2012年（平成24年）
  - 3月31日：みどりの窓口の営業を終了。
  - 4月1日：琵琶湖線では初のみどりの券売機プラスを導入。
- 2015年（平成27年）3月12日：入線警告音の見直しに伴い、接近メロディ導入[12]。
- 2018年（平成30年）3月17日：駅ナンバリングが導入され、使用を開始する。
- 2019年（令和元年）6月30日：駅開業130周年記念式典や記念講演会を開催[13]。
- 2020年（令和2年）4月1日：業務委託化。

### 駅名の由来
当初、この駅は現在の位置より1kmほど京都寄りの能登川村（後に八条村を経て再び能登川村、現在の東近江市能登川町）に開設される予定で、駅名も村名から「能登川」と決まった。当時能登川村は小中湖・大中湖を介して琵琶湖に繋がる港町であり、大津への汽船も発着する交通の要衝であった。しかし、能登川村付近は軟弱な地質であることが計画段階で判明し、位置が変更されることになった。その際、八幡村大字垣見（現在の東近江市垣見町）の地主が土地の無償提供を申し出たため、八幡村大字垣見と八条村（後に分割で五峰村）大字林（現在の東近江市林町）の境界に跨る現在の位置に駅が開業した。駅名を巡って両村の間で争いにならないよう、当初の予定地であり、当時港町として比較的知名度の高かった「能登川」がそのまま駅名に採用された。
駅周辺は元は桑畑が広がる土地であったが、駅開業後、能登川村から多数の商家などが移転して新興市街地が形成された。駅開業当時、彦根～八幡（現：近江八幡）間には能登川駅しかなく、神崎郡・愛知郡唯一の官設鉄道駅となり、駅前は次第に周辺地域の玄関口・中心商業地・紡績工場地帯として発展し、「能登川」は本来の能登川村よりも能登川駅周辺の地域名として浸透していった。1942年に五峰村・八幡村・能登川村を含む周辺5村が合併した際、駅名から「能登川町」と命名され、駅名と自治体名が一致することとなった。

### 戦前の様子
1889年（明治22年）7月1日に米原駅、彦根駅、八幡駅（現 近江八幡駅）、草津駅と同時に開業した歴史を持ち、日本旅行協会発行『汽車時間表』（昭和9年12月号）を見ると、2等寝台車と食堂車を連結した東京発大阪行37列車の停車駅だった。この列車の名古屋からの停車駅は、尾張一ノ宮、岐阜、大垣、米原、彦根、能登川、近江八幡、草津、大津、京都、大阪のみで、後の準急や急行並みの停車駅だった。

## 駅構造
単式ホーム1面1線と島式ホーム1面2線、計2面3線のホームを持つ地上駅で橋上駅舎を有する。2003年（平成15年）に改築された駅舎は、旧・能登川町のシンボル、水車をモチーフとしたものになっている
。
水車が有名な能登川だが、かつては駅のプラットホームに給水塔があり、蒸気機関車の給水駅であった。
JR西日本交通サービスによる業務委託駅（米原駅の被管理駅）。みどりの券売機プラスが設置されている。2003年（平成15年）11月1日にIC乗車カード「ICOCA」の利用が開始された。トイレは改札外のみ。
セブン-イレブン キヨスク JR能登川駅改札口店がある。

### のりば
| のりば | 路線     | 方向 | 行先           |
| ------ | -------- | ---- | -------------- |
| 1      | 琵琶湖線 | 下り | 京都・大阪方面 |
| 2・3   | 琵琶湖線 | 上り | 米原・長浜方面 |

- 上表の路線名は旅客案内上の名称（愛称）で表記している。

付記事項
- 上り方向は2番のりばを発着するが、当駅で緩急接続を行う普通列車は3番のりばを使用する。

線路の構成
- 1番線（1番のりば、下り本線）
- 2番線（ホームなし、下り待避線）
- 3番線（2番のりば、上り本線）
- 4番線（3番のりば、上り待避線）

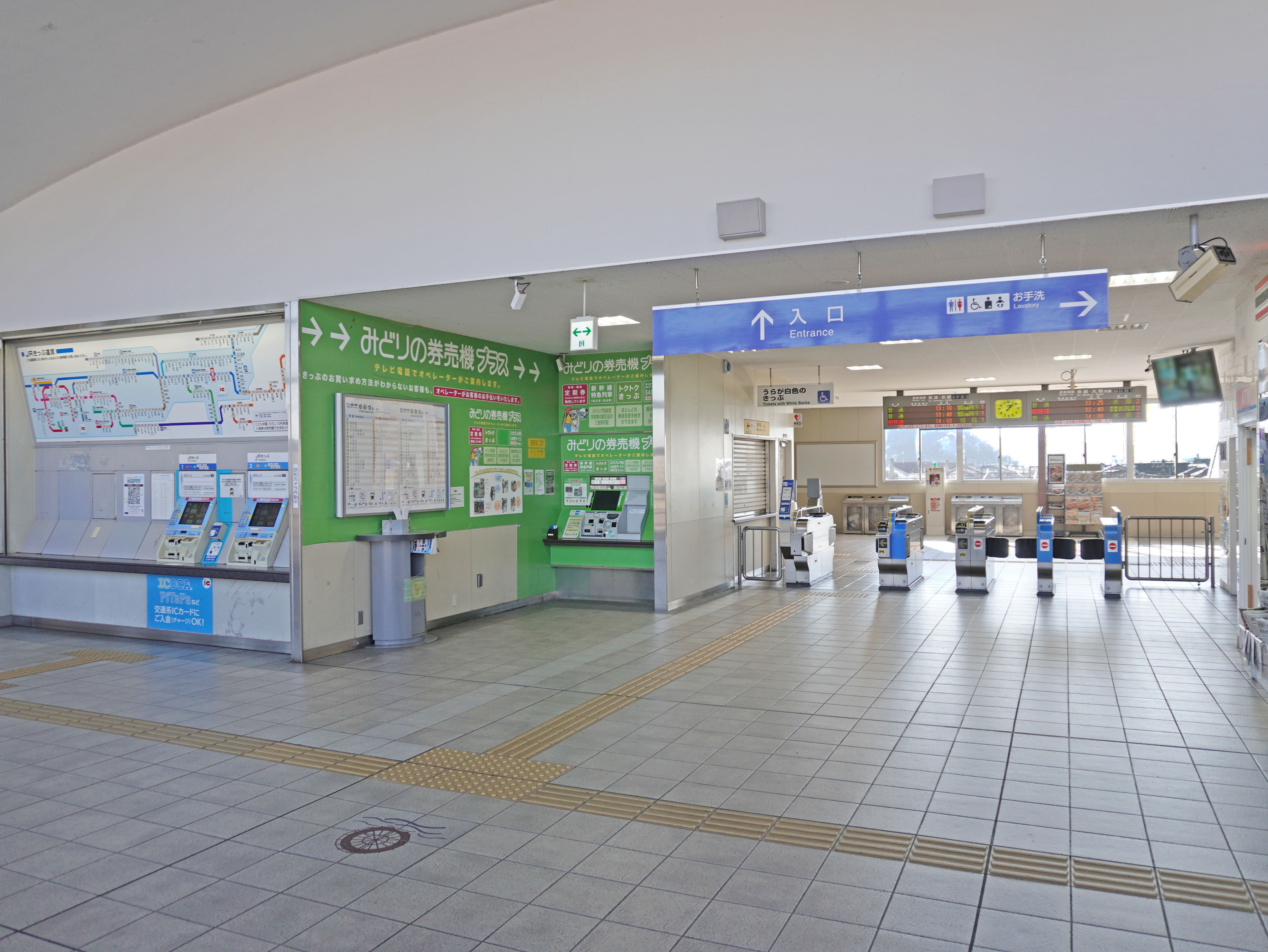
改札口と切符売り場（2022年12月）
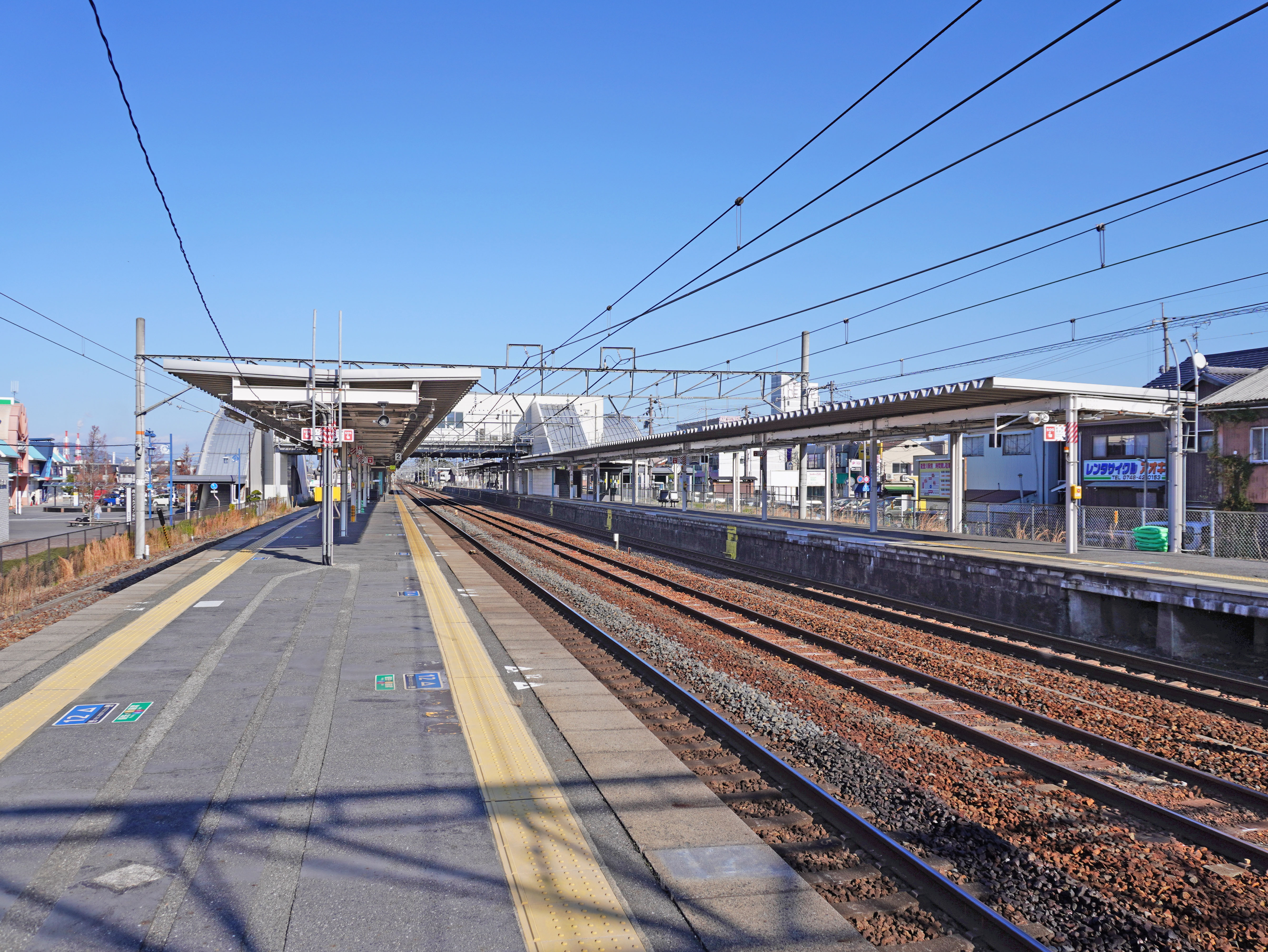
ホーム（2022年12月）

## ダイヤ
日中時間帯は1時間に3本（新快速1本、普通2本）が停車する。なお、朝と夕方以降は本数が増える時間帯がある。また、上り列車の一部は当駅で新快速と普通の緩急接続が行われる。

## 利用状況
JR西日本の移動等円滑化取組報告書によれば、2023年度の1日当たりの利用者数は12,604人。「滋賀県統計書」によると、1日平均の乗車人員は以下の通りである。
| 年度   | 1日平均 乗車人員 | 出典        |
| ------ | ---------------- | ----------- |
| 1992年 | 5,999            | [ 統計 2 ]  |
| 1993年 | 6,057            | [ 統計 3 ]  |
| 1994年 | 6,063            | [ 統計 4 ]  |
| 1995年 | 6,207            | [ 統計 5 ]  |
| 1996年 | 6,251            | [ 統計 6 ]  |
| 1997年 | 6,206            | [ 統計 7 ]  |
| 1998年 | 6,203            | [ 統計 8 ]  |
| 1999年 | 6,198            | [ 統計 9 ]  |
| 2000年 | 6,229            | [ 統計 10 ] |
| 2001年 | 6,184            | [ 統計 11 ] |
| 2002年 | 6,115            | [ 統計 12 ] |
| 2003年 | 6,387            | [ 統計 13 ] |
| 2004年 | 6,630            | [ 統計 14 ] |
| 2005年 | 6,857            | [ 統計 15 ] |
| 2006年 | 7,065            | [ 統計 16 ] |
| 2007年 | 7,157            | [ 統計 17 ] |
| 2008年 | 7,340            | [ 統計 18 ] |
| 2009年 | 7,038            | [ 統計 19 ] |
| 2010年 | 7,166            | [ 統計 20 ] |
| 2011年 | 7,243            | [ 統計 21 ] |
| 2012年 | 7,341            | [ 統計 22 ] |
| 2013年 | 7,755            | [ 統計 23 ] |
| 2014年 | 6,955            | [ 統計 24 ] |
| 2015年 | 7,166            | [ 統計 25 ] |
| 2016年 | 7,198            | [ 統計 26 ] |
| 2017年 | 7,207            | [ 統計 27 ] |
| 2018年 | 7,201            | [ 統計 28 ] |
| 2019年 | 7,303            | [ 統計 29 ] |
| 2020年 | 5,748            | [ 統計 30 ] |
| 2021年 | 5,763            | [ 統計 31 ] |
| 2022年 | 6,037            | [ 統計 32 ] |

## 駅周辺
（当駅の表玄関となる）東口周辺は戦前から続く商店街であり、再開発も一部に留まっているため、ロータリーや道幅は狭い。かつては、現在の西口周辺に日清紡能登川工場があったが、海外への生産拠点移転によって2001年(平成13年)に閉鎖されることになり、跡地は当時の能登川町の街づくりに合わせて再活用されることになった。
2003年(平成15年)3月に橋上駅化して西口広場が完成し、駅西の土地区画整理事業も完成した。駅西は、人口11万人都市の副次都市として開発中で、東近江市と日清紡ホールディングス、マンション開発業者の協定による11階建て分譲マンションが2023(令和5)年に完成。西口では2010(平成22)年築の14階建て分譲マンションに続く2棟目(賃貸マンションを除く)となった。また、市公社取得地での都市化促進施設も計画され、駅西口3棟目となる10階建ての分譲マンションが2026(令和8)年11月に竣工予定で、広場整備または商業施設が計画されている。
橋上駅舎化前の駅西側には、平和堂能登川店（移転後は現・フレンドマート能登川店）や飲食街のカトレア街が存在した。

### 東口
- 本町商店街 - 戦前から続く商店街
- 滋賀県立能登川高等学校
- 東近江市立能登川南小学校
- 東近江市立能登川病院
- 止揚学園
- 東近江市立能登川温水プール
- 滋賀銀行能登川支店
- 関西みらい銀行能登川支店
- 能登川郵便局
- 湖東繊維工業協同組合
- フレンドマートスマート能登川佐野店
- 北向岩屋十一面観音(能登川駅から見える猪子山山頂）
- 神郷亀塚古墳

### 西口

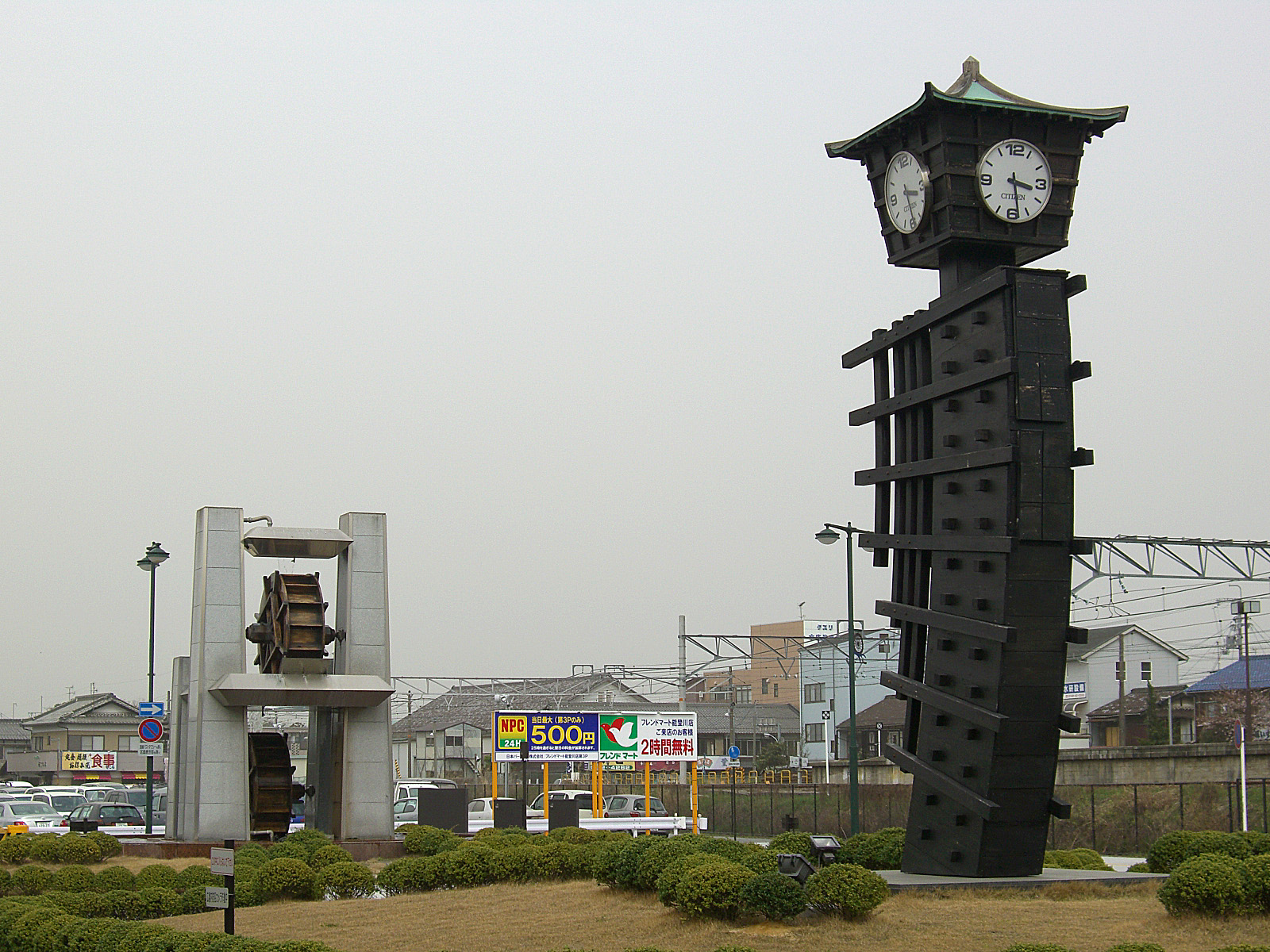
西口には水車の形をした時計がある（2007年4月）

- 東近江市役所能登川支所（旧・能登川町役場）
- 東近江市立能登川図書館
- 東近江市立能登川博物館
- 近畿農政局滋賀農政事務所東近江統計・情報センター
- 東近江市立能登川アリーナ
- 林中央公園（イルミネーション「Ligthing Bell in NOTOGAWA」会場）
- 東近江市立能登川中学校
- 東近江市立能登川東小学校
- 東近江市立能登川西小学校
- 湖東信用金庫能登川支店
- アズイン東近江能登川駅前（ビジネスホテル）
- フレンドマート能登川店 - 2003年（平成15年）3月6日平和堂能登川店から移転し開店[26]
- DCM能登川店(ホームセンター)
- リカーマウンテン能登川店
- フレスコ能登川店

## バス路線
駅東口と駅西口にのりばを設けている。なお、近江鉄道バスの停留所名は「能登川駅」となっているが、ここでは「能登川駅（東口）」に表記を変えて解説する。
能登川駅（東口）
- 近江鉄道バス
  - 角能線
    - 市ヶ原

  - 神崎線
    - 八日市駅

能登川駅東口
- ちょこっとバス
  - 大中線
    - 大中
    - 能登川病院

※土曜・日曜・祝日はちょこっとタクシー（予約制デマンドタクシー）として運行。
- ちょこっとタクシー
  - ドリーム城東線
    - 城東東
    - ドリームハイツ集会所

  - 神郷線
    - 愛宕神社
    - 神郷

  - 新宮須田線
    - 新宮西
    - やわらぎの郷公園

能登川駅西口
- ちょこっとバス
  - 大中線
    - 大中
    - 能登川病院

※土曜・日曜・祝日はちょこっとタクシー（予約制デマンドタクシー）として運行。
- ちょこっとタクシー
  - ドリーム城東線
    - 城東東
    - ドリームハイツ集会所

  - 神郷線
    - 愛宕神社
    - 神郷

  - 新宮須田線
    - 新宮西
    - やわらぎの郷公園

## 隣の駅
西日本旅客鉄道（JR西日本）
 琵琶湖線（東海道本線）
■新快速
彦根駅 (JR-A13) - 能登川駅 (JR-A17) - 近江八幡駅 (JR-A19)
■普通（京都駅または高槻駅以西は快速）
稲枝駅 (JR-A16) - 能登川駅 (JR-A17) - 安土駅 (JR-A18)

### 記事本文